# Rey Jing de Zhou (Gai)
El Rey Jing de Zhou, (en chino, 周敬王; pinyin, Zhōu Jìng Wáng), o Rey Ching de Chou, fue el vigésimo sexto rey de la Dinastía Zhou de China, y el décimo cuarto rey de la Dinastía Zhou Oriental.
Desde la muerte del Rey Ling de Zhou, la familia Ji estaba dividida en varias ramas, que se oponían entre sí. Estos conflictos familiares afectaron seriamente a la autoridad real, y debilitaron duraderamente a la dinastía. Las luchas por el poder se hicieron incesantes, las intrigas palaciegas, corrientes, y la corrupción, endémica.

## Carrera por la sucesión
El príncipe Gai era el mejor candidato para la sucesión del rey Jing, ya que tenía importantes apoyos entre los cortesanos y los señores feudales. Sin embargo, entró en concurrencia directa con el príncipe Chao, que era el favorito del rey, aunque este no tuvo tiempo de poner su voluntad por escrito, ya que murió antes. Los ministros eligieron rey al príncipe Meng, antes la sorpresa general, quien tomó el nombre de Rey Dao de Zhou. Al poco tiempo, resultó asesinado por los partidarios del príncipe Chao, quien usurpó al trono, con el apoyo de los señores feudales.
Gai huyó al extranjero, al estado Jin, hasta que pudo recuperar el trono al usurpador, con el apoyo de los estados de Jin y Zheng. En 504 a. C., el príncipe Chao, que estaba refugiado en el estado Chu, dio un golpe de Estado, recuperando momentáneamente el poder, pero de nuevo, el estado de Jin ayudó a Gai a volver al trono.